# Elección para gobernador de Texas de 2006
La elección para gobernador de Texas de 2006 tuvo lugar el 7 de noviembre. La elección fue una contienda inusual de cinco candidatos, con el gobernador republicano en funciones Rick Perry postulándose para la reelección contra el demócrata Chris Bell y los independientes Carole Keeton Strayhorn y Kinky Friedman, así como contra el candidato  Libertario James Werner. Perry fue reelegido para un segundo mandato completo en el cargo, ganando el 39% de los votos contra el 30% de Bell, el 18% de Strayhorn y el 12% de Friedman.
Perry ganó en 209 de los 254 condados del estado, mientras que Bell obtuvo 39 y Strayhorn obtuvo 6. Las encuestas de salida revelaron que Perry ganó el voto blanco con un 46%, mientras que Bell obtuvo un 22%, Strayhorn un 16% y Friedman un 15%. Bell ganó el 63% de los afroestadounidenses, mientras que Perry obtuvo el 16%, Strayhorn obtuvo el 15% y Friedman obtuvo el 4%. Bell también ganó el voto hispano con 41%, mientras que Perry obtuvo 31%, Strayhorn obtuvo 18% y Friedman obtuvo 4%.
Perry fue investido para un segundo mandato completo de cuatro años el 16 de enero de 2007. La ceremonia se llevó a cabo dentro de la Cámara de Representantes de Texas en el Capitolio del Estado de Texas después de que las tormentas eléctricas cancelaron la ceremonia al aire libre planificada.

## Primaria republicana
|  | 84.23 % |

|  | 7.64 % |

|  | 4.60 % |

|  | 3.51 % |

|  | 100 % |

## Primaria demócrata
|  | 63.87 % |

|  | 28.53 % |

|  | 7.60 % |

|  | 100 % |

## Resultados
|  | 39.03 % |

|  | 29.79 % |

|  | 18.13 % |

|  | 12.43 % |

|  | 0.61 % |

|  | 100 % |

|  | 33.64 % |